# 大南龍星
大南龍星，又名南越龍佩星，是法屬印度支那時期安南保護國頒發的一種勳章。1886年，同慶帝依據法國總統的建議設立了這個勳章。該勳章參照法國榮譽軍團勳章為原型設立，其管理機構為大南龍星院，被納入法國殖民地勳章的管理系統中。
1950年，法屬印度支那三國成為法蘭西聯盟的構成國之後，殖民地勳章體系被廢止，但保大帝仍以皇帝的名義授予大南龍星勳章。1955年，保大被吳廷琰罷免國家元首之位，大南龍星院也隨之停止運作，大南龍星的機制後來被用於越南共和國（南越）的保國勳章。
2002年10月30日，流亡法國的越南皇室成員宣布重新設立大南龍星院並頒發勳章。越南多元君主立憲聯盟主席阮福寶正自稱「攝政王」並擔任大南龍星院大團長。

## 等級
大南龍星共有五個等級（稱為五個「項」），依次對應法國榮譽軍團勳章的大十字勳位至騎士勳位。其中，文官和武官獲賜的勳章名稱不同。
|   | 等級   | 文班     | 武班     |
| - | ------ | -------- | -------- |
| 1 | 第一項 | 魁奇龍星 | 卓異龍星 |
| 2 | 第二項 | 彰賢龍星 | 殊勳龍星 |
| 3 | 第三項 | 表德龍星 | 旌能龍星 |
| 4 | 第四項 | 明義龍星 | 獎忠龍星 |
| 5 | 第五項 | 嘉善龍星 | 勸功龍星 |

## 外部連結
- . 2009-01-06. （原始内容存档于2010-09-19）.